# Thelephorella brasiliensis
Thelephorella brasiliensis är en svampart som beskrevs av P. Karst. 1889. Thelephorella brasiliensis ingår i släktet Thelephorella, ordningen Thelephorales, klassen Agaricomycetes, divisionen basidiesvampar och riket svampar.   Inga underarter finns listade i Catalogue of Life.